# Xavier Montanyà i Atoche
Xavier Montanyà i Atoche (Barcelona, 1961) és un periodista i escriptor català, autor de reportatges i llibres d'investigació i director de diversos documentals televisats.
Nascut l'any 1961 a Barcelona, es llicencià en Ciències de la informació. Inicialment va treballar en premsa escrita (El Noticiero Universal, Diari de Barcelona i El Temps), a la ràdio i a la televisió (en programes com Àngel Casas Show, Música per a camaleons i Tres, catorze, setze). Entre 2002 i 2013 fou membre del consell assessor del suplement Cultura/s de La Vanguardia. És col·laborador del portal de notícies Vilaweb i de la revista Sàpiens.
El 8 de novembre de 2012 publicà l'article «El fil roig, la unitat popular», amb el qual donava suport a la CUP-Alternativa d'Esquerres de cara a les eleccions al Parlament de Catalunya de 2012, avalant d'aquesta forma la seva trajectòria com a motor de canvi social per assolir la independència política i econòmica de la nació catalana, a partir de la vertebració d'un discurs d'unitat popular, inspirat en la Xile de Salvador Allende i seguint les petjades de SÍRIZA a Grècia i Bildu al País Basc. L'agost de 2016 publicà una sèrie d'articles de crítica d'esquerres al Procés independentista català. El març de 2021 reafirmà aquest postulats i criticà la censura que opera en alguns mitjans de comunicació.

## Obres

### Llibres
- La torna de la torna: Salvador Puig Antich i el MIL, amb diversos autors, col·lectiu Carlota Tolosa (1985)[7]
- Pirates de la llibertat, Empúries (2004)
- La gran evasió. L'heroica fugida dels últims exiliats de Pinochet, Ara Llibres (2006)[8]
- Les derniers exilés de Pinochet, Agone (2009)
- La gran evasión. Historia de la fuga de prisión de los últimos exiliados de Pinochet. Pepitas de Calabaza & Llaüt (2009)
- L'or negre de la mort, Empúries (2011)[9]
- El oro negro de la muerte, Icària (2011)
- L'or noir du Nigéria, Agone (2012)
- El cas Vinader. El periodisme contra la guerra bruta, Pòrtic (2015)[10]
- Pirates de la liberté, Éditions L'Échappée (2016)
- Kid Tunero, el caballero del ring. Pepitas de calabaza (2016)[11]
- El caso Vinader. El periodismo contra la guerra sucia. Revistahincapié.com (2018)
- Piratas de Liberdade. Edicións Positivas (2019)

### Documentals
- Granados y Delgado: Un crimen legal (codirector)[1]
- Winnipeg: palabras de un exilio (codirector)[1]
- Xirinacs: de l'amnistia a la independència (codirector)[12]
- Sense llibertat (director)[1]
- Nfumu Ngui: el goril·la blanc (codirector)[13]
- Joan Peiró i la justícia de Franco (director)[1][14]
- El Manifest Groc: un debat sobre la cultura catalana (director i guionista)[15]
- Espies de Franco (director i coguionista)[16]
- Memòria negra (director)[17]
- CIE, presó administrativa (codirector, 30 Minuts, TV3)[18]
- Xavier Vinader, periodista. Contra la guerra bruta (codirector)[19]
- Les lluites de Barcelona (1936-2016) (codirector)[20]
- Vols de deportació (director, 30 Minuts, TV3)[21]

## Premis
- Premi Francesc Candel 2015 pel reportatge CIE, presó administrativa (30 Minuts, TV3)[22]
- Premi per a la Diversitat en l'Audiovisual (CAC) 2015 pel reportatge CIE, presó administrativa[23]
- Premi Octavi Pellissa de 2002 per Pirates de la llibertat.[3]
- Premi FIPA de Plata de 1996 per Granados y Delgado: Un crimen legal.[1]